# Thermithiobacillus
Thermithiobacillus és un gènere de proteobacteris. Els membres d'aquest gènere venien de Thiobacillus, abans de ser reclasificados en 2000.